# Wapen van Bocholt

Het wapen van Bocholt

Het huidige wapen van Bocholt werd op 19 juli 1978, naar aanleiding van een gemeentelijke fusie met Reppel en Kaulille, aan de Belgisch Limburgse gemeente Bocholt toegekend. Het vorige, gelijk aan het huidige, werd op 2 maart 1876 aan de toenmalige gemeente toegekend.

## Blazoenering
De blazoenering van het wapen luidt als volgt:
Gedeeld in drieën: 1 van lazuur, met beeltenis van Sint Laurentius van goud, vergezeld van een beuk in natuurkleur; 2 van zilver met drie leeuwen van sinopel, geklauwd en getongd van keel, gekroond van goud; 3 van sinopel met drie luipaardenhoofden van zilver getongd van keel.
Het wapen is in drie gelijke delen gedeeld, waardoor elk deel de vorm van een paal heeft. Het eerste is blauw met daarop in het goud afgebeeld de heilige Laurentius. Hij staat bij een groene beuk. Het tweede deel bevat drie groene leeuwen op een zilveren achtergrond. Hun tongen en nagels zijn rood en zij dragen elk een gouden kroon. Normaal gesproken mag goud niet op zilver afgebeeld worden (dat levert een raadselwapen op), maar omdat het om een "lichaamsdeel" gaat mogen de kronen wel goudkleurig zijn. Het derde deel is groen met daarop drie zilveren luipaardkoppen met rode tongen.

## Herkomst
Het wapen is een reproductie van een zegel dat in 1730 gebruikt werd. Volgens rijksarchivaris Gachard kunnen de delen als volgt verklaard worden:
1. Sint Laurentius is in het eerste deel afgebeeld omdat hij de parochieheilige is van Bocholt. De beuk die in hetzelfde deel is afgebeeld verwijst naar de naam van de plaats: Bocholt ('Beukenbos'). Het gaat daarom om een sprekend wapen
2. Het tweede deel is gelijk aan het wapen van Jeanne Thérèse de Lannoy, zij was gravin van Lannoy en vrouwe van Bocholt
3. In het derde deel staat het wapen van de familie Bocholtz

Van de familiewapens waren de kleuren bekend. Van het eerste deel waren de kleuren niet bekend. Gachard stelde voor om de meer gebruikelijke kleuren bij heiligen te gebruiken: een blauw veld met daarop een gouden of zilveren heilige.

## Overeenkomstige wapens
De volgende wapens hebben overeenkomsten met het wapen van Bocholt:

Het wapen van het Prinsbisdom Luik
Het wapen van de provincie Luik
Het wapen van het markgraafschap Franchimont
Het wapen van Verviers